# Alvis TB 21
Der Alvis TB 21 ist ein Roadster, den der ehemalige britische Automobilhersteller Alvis Cars von 1950 bis 1952 in sehr geringer Stückzahl produzierte. Er ist das zweisitzige Schwestermodell des viersitzigen Alvis TA 21, mit dem er technisch weitgehend übereinstimmt. Der TB 21 hat allerdings eine eigenständige Karosserie und einen leistungsstärkeren Motor. Innerhalb des Alvis-Programms löste er den ähnlichen TB 14 ab. 

## Entstehungsgeschichte

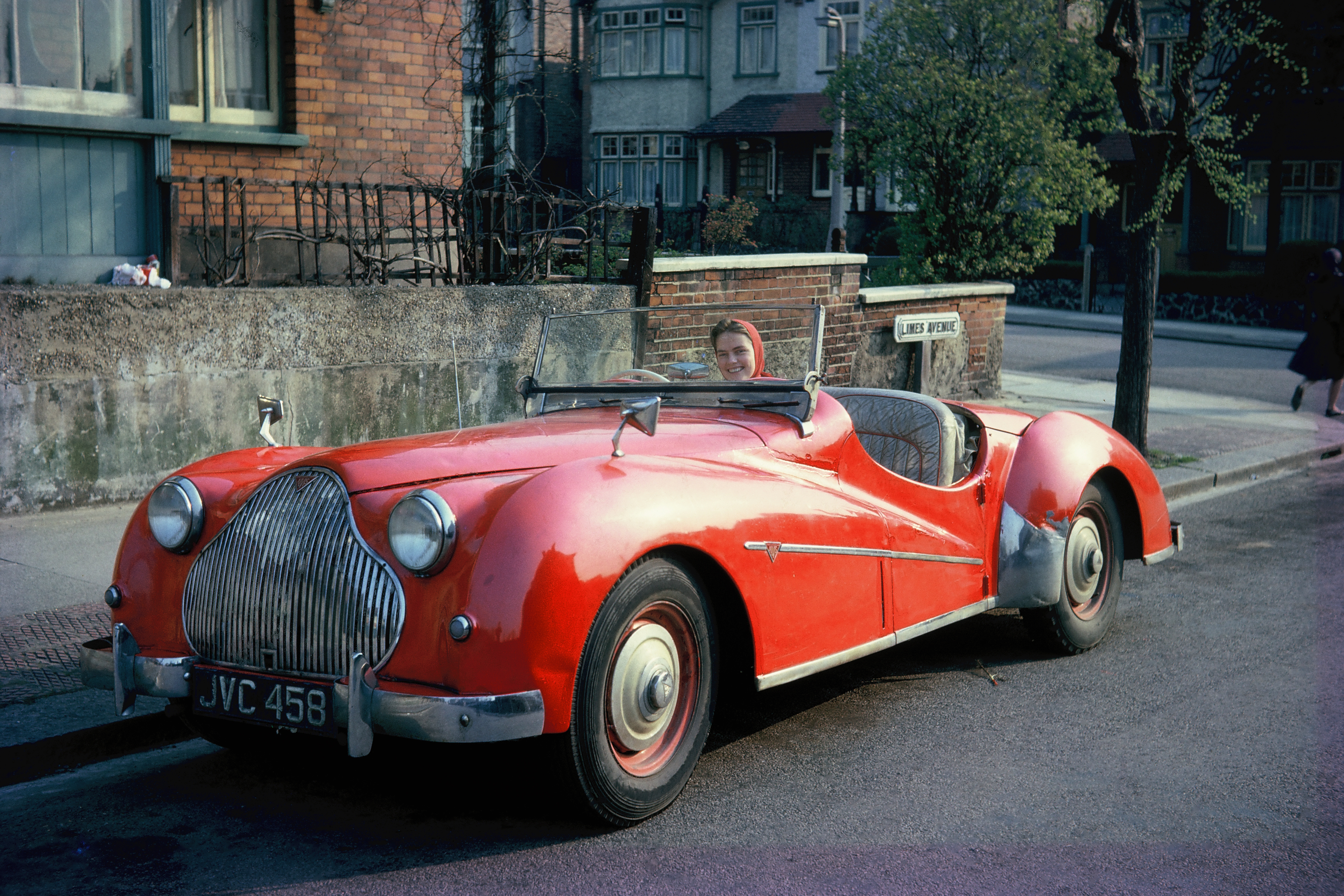
Vorgänger: Alvis TB 14

Das 1919 gegründete Unternehmen Alvis etablierte sich in den Zwischenkriegsjahren schnell als erfolgreicher Hersteller von Oberklassefahrzeugen, die sportliche Fahrleistungen boten und von hoher handwerklicher Qualität waren. Die Werksanlagen wurden während des Zweiten Weltkriegs vollständig zerstört. Ungeachtet dessen nahm Alvis 1946 die Automobilproduktion in zunächst improvisiertem Umfeld wieder auf. Im Programm stand in den ersten Jahren der Alvis TA 14, der weitgehend mit dem 1937 vorgestellten 12/70 übereinstimmte und im Werk als bloßes Interimsmodell angesehen wurde. Der TA 14 war werksseitig als viersitzige Limousine und als ebenfalls viersitziges Drophead Coupé erhältlich. (Anm. 1) Seit 1948 gab es außerdem mit gleicher Technik den zweisitzigen, in 100 Exemplaren gebauten Roadster TB 14, dessen Karosserie von AP Metalcraft zugeliefert wurde.
1950 ersetzte Alvis den TA 14 durch den TA 21, für den ein neuer, geringfügig größerer Rahmen und neuer Reihensechszylindermotor entwickelt wurde. Wie das Vorgängermodell war der TA 21 als geschlossener Saloon mit Mulliners-Karosserie und als offenes Drophead Coupé mit Tickford-Aufbau erhältlich; (Anm. 2) die Karosserien erinnerten stilistisch jeweils stark an die des TA 14.
Bereits bei Einführung des TA 21 war die Entscheidung gefallen, den neuen Sechszylinder-Viersitzern wieder eine Roadster-Variante mit vergleichbarer Technik zur Seite zu stellen. Dieses Modell erhielt die Bezeichnung TB 21. Seine Entwicklung zog sich bis in den Herbst 1950 hin. Der erste Prototyp des TB 21 erschien im Oktober des Jahres auf der Earls Court Motor Show in London. Seine Karosserie wurde nach der Ausstellung entfernt. Das Chassis erhielt eine Saloon-Karosserie und wurde in dieser Form nach Peru verkauft. Die Serienproduktion des TB 21 begann im darauf folgenden Jahr und endete 1952.

## Modellbeschreibung

### Karosserie

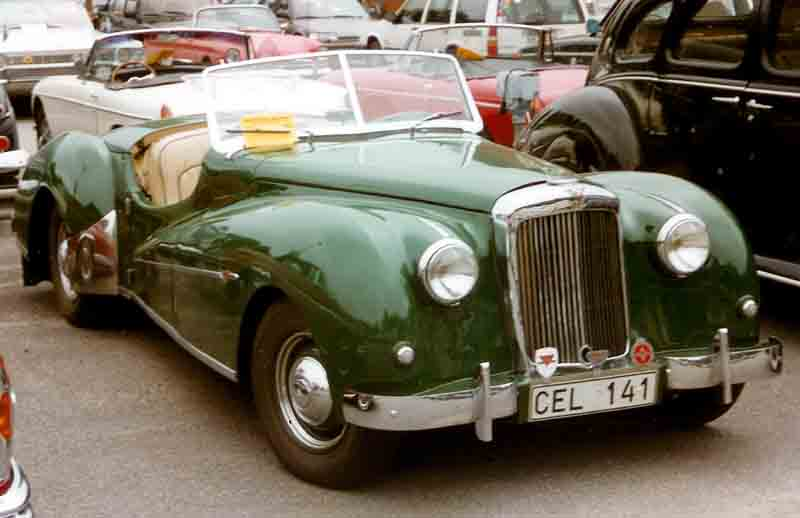
Alvis TB 21

Die Karosserie des TB 21 wurde bei AP Metalcraft in Coventry hergestellt. Sie besteht größtenteils aus gepresstem Stahlblech, lediglich die Motorhaube, die Türen und die Heckklappe sind aus Aluminiumblechen gefertigt.
Der Aufbau des TB 21 entspricht weitgehend dem des TB 14. Allerdings wurde die Karosserie verlängert, um auf das längere Chassis des TA 21 zu passen. Der TB 21 hat ebenso wie der TB 14 lang gestreckte, nach hinten abfallende vordere Kotflügel und tief ausgeschnittene, hinten angeschlagene Türen. Wesentlichstes Unterscheidungsmerkmal ist die neu gestaltete Frontpartie: Anstelle der breiten, blasenförmigen Kühlerverkleidung des TB 14, die auf einen Entwurf des belgischen Karossiers J.F. Bidée zurückgeht, hat der TB 21 eine herkömmliche, das übliche Alvis-Design aufgreifende Kühlermaske in senkrechter Ausrichtung. Die Scheinwerfer sind in ein Verbindungsstück zwischen der Kühlermaske und den Kotflügeln integriert; diese Gestaltung ist an die des TA 21 Saloon und Drophead Coupé angelehnt. Anders als beim TB 14 lässt sich die in der Mitte geteilte Windschutzscheibe des TB 21 nicht herunterklappen. Mit Ausnahme eines einzelnen Sondermodells, bei dem die obere Kante der Türen waagerecht verläuft (Chassis 25137), haben alle TB 21 seitliche Steckscheiben.

### Chassis und Fahrwerk
Chassis und Fahrwerk des TB 21 stimmen weitestgehend mit dem des TA 21 überein. Grundlage ist ein aus Vierkant-Stahlrohren geschweißter Kastenrahmen mit seitlichen Auslegern zwischen Vorder- und Hinterrädern. Der Radstand beträgt beim TA 21 und beim TB 21 gleichermaßen 2832 mm. Vorn ist eine Doppelquerlenkerachse mit Schraubenfedern und Teleskopdämpfern von Girling eingebaut, hinten eine Starrachse. Die Federung ist geringfügig härter abgestimmt als beim TA 21.

### Motorisierung
Der TB 21 hat ebenso wie der TA 21 einen 2993 cm³ (Bohrung × Hub: 84 × 90 mm) großen Reihensechszylindermotor mit untenliegender Nockenwelle und zwei hängenden Ventilen pro Zylinder. Anstelle des Solex-Vergasers, der sich serienmäßig in allen TA-21-Modellen findet, hat der TB 21 einen SU-Vergaser, durch den die Motorleistung im Vergleich zum TA 21 um 10 auf 93 bhp steigt.

## Produktion
Anfänglich war der Bau von 100 Autos geplant. Das hätte dem Produktionsumfang des Vorgängermodells TB 14 entsprochen. Letztlich wurden allerdings nur 31 Fahrzeuge hergestellt. Der erste Serien-TB-21 wurde im Januar 1952 ausgeliefert, der letzte im August 1952. Der mangelnde Erfolg des TB 21 wird einerseits auf seinen hohen Preis und andererseits auf die Konkurrenz durch den leistungsstärkeren, stilistisch attraktiveren und zugleich günstigeren Jaguar XK 120 zurückgeführt.
Zu Beginn des 21. Jahrhunderts existierten noch 25 Fahrzeuge dieses Typs.